# Acaena distichophylla
Acaena distichophylla é uma espécie de rosácea do gênero Acaena, pertencente à família Rosaceae.